# Irische Badmintonmeisterschaft 2017
Die Irische Badmintonmeisterschaft 2017 fand am 8. und 9. Februar 2017 im Lisburn Racquets Club in Lisburn statt.

## Sieger und Platzierte
| Disziplin    | Gold                        | Silber                          | Bronze                        |
| ------------ | --------------------------- | ------------------------------- | ----------------------------- |
| Herreneinzel | Nhat Nguyen                 | Joshua Magee                    | Mark Brady                    |
| Herreneinzel | Nhat Nguyen                 | Joshua Magee                    | David Walsh                   |
| Dameneinzel  | Rachael Darragh             | Sara Boyle                      | Vicki Pesti                   |
| Dameneinzel  | Rachael Darragh             | Sara Boyle                      | Rachael Woods                 |
| Herrendoppel | Joshua Magee Sam Magee      | Nhat Nguyen Paul Reynolds       | Tony Murphy Tony Stephenson   |
| Herrendoppel | Joshua Magee Sam Magee      | Nhat Nguyen Paul Reynolds       | Conor Hickland Ryan Stewart   |
| Damendoppel  | Rachael Darragh Chloe Magee | Sinead Chambers Jennie King     | Fiona Glennon Pauline Glennon |
| Damendoppel  | Rachael Darragh Chloe Magee | Sinead Chambers Jennie King     | Clodagh Dunne Beth Stephenson |
| Mixed        | Sam Magee Chloe Magee       | Ciaran Chambers Sinead Chambers | Stuart Lightbody Crona Rooney |
| Mixed        | Sam Magee Chloe Magee       | Ciaran Chambers Sinead Chambers | Daniel Magee Jennie King      |